# Górka Wieruszowska
Górka Wieruszowska – wieś w Polsce położona w województwie łódzkim, w powiecie wieruszowskim, w gminie Wieruszów.
W latach 1975–1998 miejscowość administracyjnie należała do województwa kaliskiego.
Przez miejscowość przebiega droga wojewódzka nr 482.